# Yoroa
Genre
Yoroa est un genre d'araignées aranéomorphes de la famille des Theridiidae.

## Distribution
Les espèces de ce genre se rencontrent en Australie et en Papouasie-Nouvelle-Guinée,.

## Liste des espèces
Selon World Spider Catalog (version 16.0, 02/07/2015) :
- Yoroa clypeoglandularis Baert, 1984
- Yoroa taylori Harvey & Waldock, 2000

## Publication originale
- Baert, 1984 : Spiders (Araneae) from Papua New Guinea. IV. Ochyroceratidae, Telemidae, Hadrotarsidae and Mysmenidae. Indo-Malayan Zoology, vol. 2, p. 225-244.